# Lanová dráha Pec pod Sněžkou – Luční hora
Vojenská nákladní lanová dráha z Pece pod Sněžkou na Luční horu byla vybudována za účelem dopravy stavebního materiálu na výstavbu sedmnácti objektů lehkého opevnění vz. 37 a dvou objektů těžkého opevnění budovaného na obranu proti útoku tehdy sousedního Německa v prostoru sedla mezi Luční a Studniční horou. Lanová dráha byla v provozu od září 1937 do září 1938. Její dolní stanice se nacházela u tehdejšího složiště místní lesní společnosti nad kapličkou v Peci pod Sněžkou. Její trasa vedla severním směrem na počátek Obřího dolu k chalupě č. p. 119, kde se nacházela první úhlová stanice. Trasa lanovky se zde odkláněla severozápadním směrem a vedla celou délkou Modrého dolu k druhé úhlové stanici nacházející se severně od chaty Výrovky. Zde trasa měnila směr na severní, překonávala sedlo východně od vrcholu Luční hory a v nevelké vzdálenosti za ním končila u hlavního složiště stavebního materiálu.
Existence úhlových stanic umožňovala přímou jízdu nákladních plošin mezi oběma koncovými stanicemi bez překládky nákladu. Lanovka používala dvoulanový systém německé firmy Bleichert při použití jednoho lana nosného a jednoho tažného. Stožáry nebyly vybaveny kladkami. Zařízení dodal, postavil i demontoval 1. železniční pluk z Pardubic.
Jediným pozůstatkem po existenci lanové dráhy je prohlubeň v místě horní úhlové stanice nad chatou Výrovka. Lanovkový běhoun použitý na lanové dráze stejného typu v pohoří Králický Sněžník se nachází v expozici muzejně zpřístupněné dělostřelecké tvrze Hůrka.
Lanovka na Luční horu nebyla v této lokalitě jedinou vojenskou aktivitou tohoto typu. Stejný typ lanovky byl v rámci vojenského výcviku postaven v roce 1934 z Modrého dolu na výběžek Studniční hory tehdy německy nazývaný Stirnla a v roce 1935 ze sousedního Zeleného dolu k Výrovce.